# Oswald Kaduk

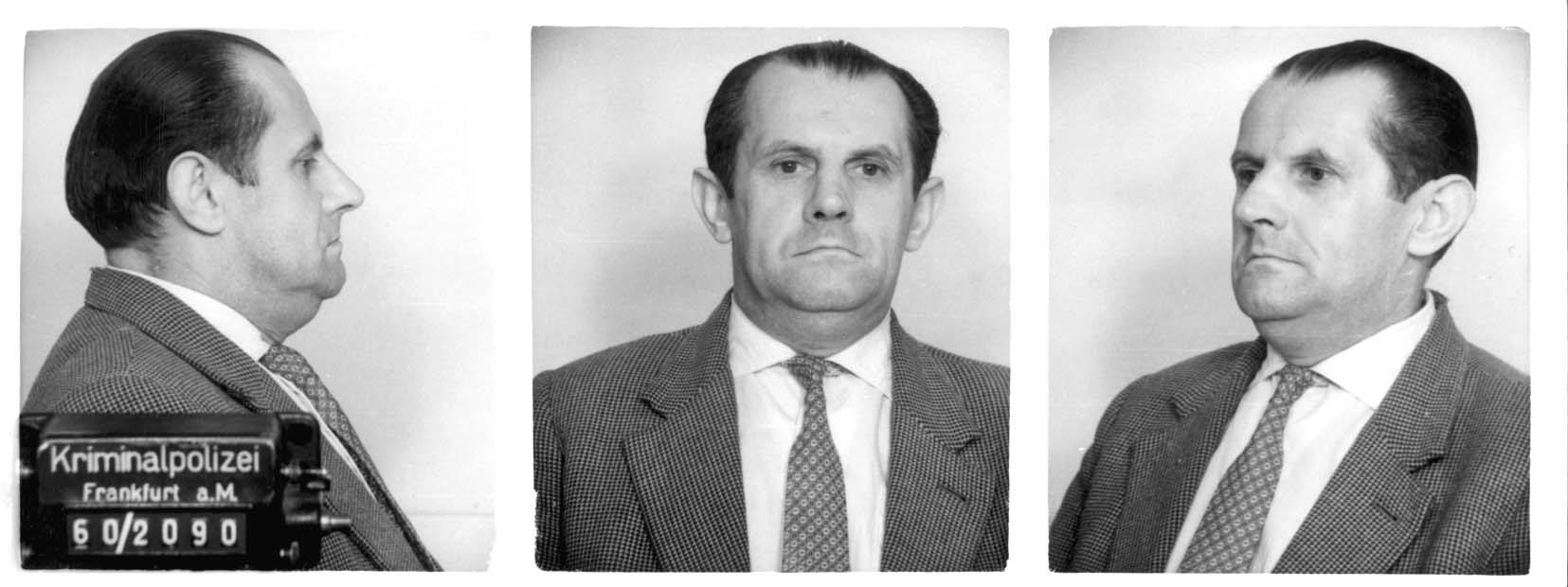
Polizeifoto anlässlich Kaduks Anklage im Auschwitzprozess, Frankfurt 1960

Oswald Kaduk (* 26. August 1906 in Königshütte, Oberschlesien; † 31. Mai 1997 in Langelsheim, Niedersachsen) war ein deutscher SS-Unterscharführer und Rapportführer im Konzentrationslager Auschwitz.

## Leben
Kaduk war der Sohn eines Hufschmiedes. Nach dem Besuch der Volksschule erlernte er das Metzgerhandwerk und war danach beim städtischen Schlachthof (Neues Städtisches Schlachthaus) beschäftigt. Nach zeitweiser Arbeitslosigkeit arbeitete er ab 1927 bei der Städtischen Berufsfeuerwehr in Königshütte.

### Rapportführer im KZ Auschwitz
1939 trat Kaduk freiwillig der Allgemeinen SS bei. Während des Zweiten Weltkrieges wurde er im März 1940 zur Waffen-SS nach Berlin eingezogen. Er kam an die Ostfront, wurde aber nach verschiedenen Erkrankungen und Lazarettaufenthalten im Juli 1941 nach Auschwitz versetzt. Zunächst im Wachsturmbann eingesetzt, wurde Kaduk Blockführer und schließlich Rapportführer. Zum 1. Februar 1943 wurde er zum Unterscharführer befördert.
„Im Spätsommer 1944 fehlte beim Abendappell ein Häftling. Die angetretenen Häftlinge mußten so lange stehen bleiben, bis der Fehlende schließlich gefunden wurde. Kaduk und ein anderer Rapportführer schlugen so auf den Häftling ein, daß er mehrfach zu Boden fiel. […] Schließlich blieb der Häftling auf dem Rücken liegen, er lebte aber noch. Kaduk und der andere Rapportführer traten daraufhin mit voller Kraft mit ihren Stiefelabsätzen auf den Brustkorb des Häftlings bis - so die Feststellungen des Frankfurter Schwurgerichts - die Rippen krachten. Kaduk und der andere hörten erst […] auf, als der Häftling tot war.“
Nach der Räumung des KZ Auschwitz im Januar 1945 wurde er ins KZ Mauthausen versetzt.

### Nachkriegszeit
Nach Kriegsende arbeitete Kaduk unter Falschnamen in einer Zuckerfabrik in Löbau. Im Dezember 1946 wurde er von einem ehemaligen Häftling wiedererkannt und von einer sowjetischen Militärstreife festgenommen. Kaduk gestand bei der Festnahme angeblich, bei der Räumung des Lagers im Januar 1945 mehr als 1600 Gefangene per Genickschuss getötet zu haben. Außerdem habe er seine Familie umgebracht, weil sie ihm bei der Flucht hinderlich war.
Ein sowjetisches Militärgericht verurteilte ihn am 25. August 1947 zu 25 Jahren Zwangsarbeit. Im April 1956 wurde er begnadigt und vorzeitig aus dem Zuchthaus Bautzen entlassen.
Er ging nach West-Berlin und arbeitete im Krankenhaus Tegel-Nord als Krankenpfleger. Wegen seiner Hilfsbereitschaft hatte er dort bald den Namen „Papa Kaduk“.
Im Juli 1959 wurde er erneut verhaftet. Im ersten Auschwitz-Prozess in Frankfurt am Main war Kaduk einer der Hauptbeschuldigten. Am 6. April 1964 beschrieb der Auschwitz-Häftling Ludwig Wörl Kaduk als „Schlächter“ und nannte als Zeuge ein Beispiel: Kaduk habe seine Pistole gezogen und 12 Kinder im Alter von 4 bis 11 Jahren in die Gaskammer getrieben. Die Zeugenvernehmung führte zu einem Aufruhr im Gerichtssaal. Ein Zuschauer schrie, man solle „das Schwein totschlagen“, Kaduk versuchte, den Zeugen zu diskreditieren, indem er ihn einen Lügner nannte. Wörl und andere Zeugen wie zum Beispiel Hermann Langbein und Władysław Fejkiel beschrieben Kaduk als notorischen Trinker, dessen Alkoholkonsum ihn gewalttätig und unberechenbar machte. Kaduk stellte Gewehrbayonette auf und zwang Häftlinge, so lange Kniebeugen zu machen, bis sie vornüber in die Klingen fielen. Auffällig war auch Kaduks Grausamkeit speziell gegen Kinder.
Das Frankfurter Schwurgericht verurteilte ihn am 20. August 1965 zu lebenslangem Zuchthaus wegen Mordes in zehn Fällen und gemeinschaftlichen Mordes in zwei Fällen an mindestens 1002 Menschen. Zudem verlor er die bürgerlichen Ehrenrechte auf Lebenszeit. Wegen der Schwere der Taten wurden seitens der zuständigen Strafvollzugskammer diverse Gnadengesuche abgelehnt. Nach der Verlegung in den offenen Vollzug 1984 wurde er 1989 aus der hessischen Vollzugsanstalt Schwalmstadt wegen Haftunfähigkeit entlassen.
Kaduk führte im Prozess zu seiner Entlastung an, er selbst sei doch „nur ein Handlanger“ gewesen. Die wirklich Schuldigen liefen frei herum. „Wenn ich an Herrn Staatssekretär Globke denke, frage ich mich, warum wird mit zweifachem Maß gemessen.“
1997 starb Oswald Kaduk im Langelsheimer Stadtteil Lautenthal im Harz.
In der filmischen Reportage Drei deutsche Mörder. Aufzeichnungen über die Banalität des Bösen (1978/99) von Ebbo Demant wurden vierzehn Jahre nach dem Auschwitzprozess und während ihrer Haftzeit Kaduk, Josef Klehr und Josef Erber zu Auschwitz und ihrem Selbstverständnis als ehemalige Angehörige des SS-Lagerpersonals interviewt.